# Fire in the Hole
«Fire in the Hole» — третий сингл с альбома Van Halen III хард-рок группы Van Halen, выпущенный 5 июня 1998 года на лейбле Warner Bros.

## О сингле
Это последний сингл с этого альбома, а также последний с вокалистом Гари Чероуном, Майклом Энтони и последний в 20-том веке.
После выпуска сингла и турне в поддержку Van Halen III группа сделает передышку и Гари Чероун уйдёт из группы, продолжая вести дружественный отношения с группой. Следующий сингл выйдет только в 2004 году.
Достиг 65-го места в Канаде и 6-го места в хит-параде Hot Mainstream Rock Tracks.
Песня является частью саундтрека к фильму «Смертельное оружие 4» того же года.

## Список композиций
CD Австралия
| №  | Название                              | Длительность |
| -- | ------------------------------------- | ------------ |
| 1. | «Fire in the Hole» (radio edit)       | 4:06         |
| 2. | «Fire in the Hole» (альбомная версия) | 5:27         |
| 3. | «One I Want»                          | 5:30         |

CD Япония
| №  | Название                              | Длительность |
| -- | ------------------------------------- | ------------ |
| 1. | «Fire in the Hole» (альбомная версия) | 5:27         |
| 2. | «You Really Got Me»                   | 2:38         |

## Участники записи
- Алекс Ван Хален — ударные
- Эдди Ван Хален — электрогитара, бэк-вокал
- Майкл Энтони — бас-гитара, бэк-вокал
- Гари Чероун — вокал